# Жгув (гмина, Восточно-Лодзинский повет)
Жгув (пол. Rzgów) — гмина (волость) в Польше, входит как административная единица в Восточно-Лодзинский повет, Лодзинское воеводство.
Население — 8950 человек (на 2004 год).

## Сельские округа
1. Бронисин-Дворски
2. Чижеминек
3. Господаж
4. Гродзиско
5. Константына
6. Гузев
7. Бабихы
8. Хута-Вискицка
9. Тадзин
10. Калинко
11. Калино
12. Правда
13. Романув
14. Стара-Гадка
15. Старова-Гура

## Соседние гмины
1. Гмина Бруйце
2. Гмина Ксаверув
3. Лодзь
4. Гмина Пабянице
5. Гмина Тушин